# Hulsanpes

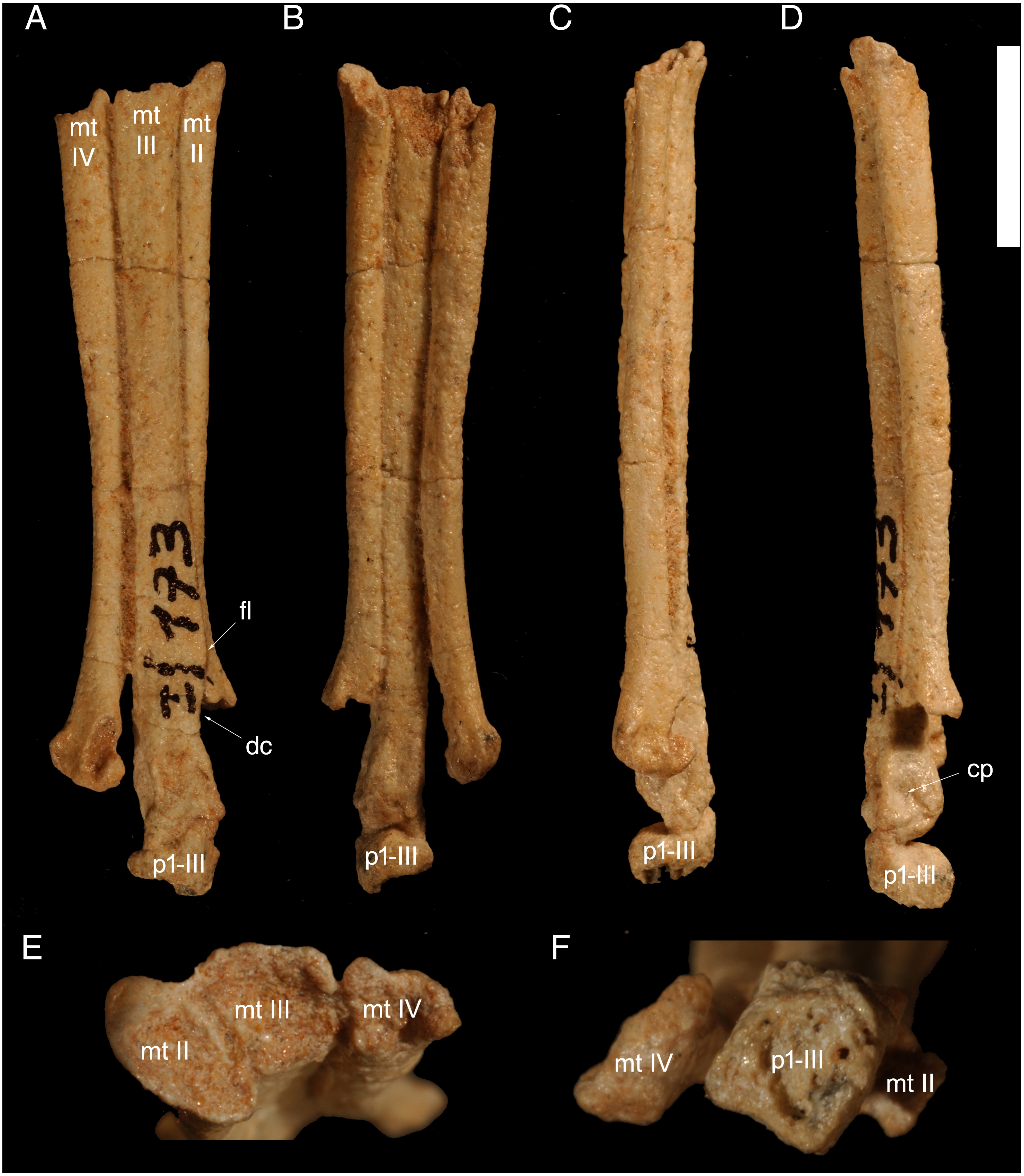
Правая плюсна и кости фаланги голотипа

Hulsanpes (лат.) — род тероподных динозавров семейства дромеозаврид из позднего мелового периода, найденный в Монголии. Включает единственный вид Hulsanpes perlei.
Ископаемые остатки Hulsanpes были найдены в 1970 году польско-монгольской экспедицией в пустыню Гоби в Хулсане, аймак Умнеговь.
Типовой вид Hulsanpes perlei назвала и описала Х. Осмульская в 1982 году. Название рода означает «нога из Хулсана», от латинизированного названия локации, где были обнаружены окаменелости — Hulsan, и латинского слова pēs, нога. Видовое название дано в честь монгольского палеонтолога Алтангэрэлийна Пэрлэ.
Hulsanpes описан на основе голотипа ZPAL MgD-I/173, обнаруженного в слое барунгойотской свиты, который датируется верхним кампанским ярусом. Голотип включает фрагменты правой задней конечности и крышку черепа, которые принадлежали явно неполовозрелой особи. Самая длинная из найденных костей, третья предплюсневая, имеет длину 39 миллиметров.
В описании 1982 года Осмульская поместила Hulsanpes в семейство дромеозаврид. Некоторые черты показались Осмульской «слишком примитивными», чтобы принадлежать птице, такие, как отсутствие слитых плюсневых костей, за исключением дистальной области, но отчасти это могло быть связано с молодым возрастом особи. Хотя его ювенильная форма напоминает миниатюрного Velociraptor mongoliensis и хотя эти черты плезиоморфны, по мнению исследовательницы, динозавр мог принадлежать к другой группе не-птичьих манирапторов вне семейства дромеозаврид. Филогенетический анализ 2004 года отнёс Hulsanpes к дромеозавридам (из-за ошибки кодирования синовенатора), но Агнолин и Новас в 2013 году отнесли его к Averaptora incertae sedis, на основании некоторых особенностей анатомии ног.
Исследование, проведённое в 2017 году группой под руководством Андреа Кау, отнесло Hulsanpes к базальному подсемейству Halszkaraptorinae.